# انریکو لتا
انریکو لتّا (انگلیسی: Enrico Letta؛ ۲۰ اوت ۱۹۶۶) سیاستمدار ایتالیایی است که در آوریل ۲۰۱۳ به عنوان نخست‌وزیر ایتالیا انتخاب شد. او همچنین معاون حزب دموکراتیک ایتالیا و از اعضای مجلس نمایندگان است. لتا در سال‌های ۱۹۹۸-۱۹۹۹ وزیر امور اروپایی ایتالیا و در سال‌های ۱۹۹۹-۲۰۰۱ وزیر صنعت ایتالیا بود. او همچنین بین سال‌های ۲۰۰۶ تا ۲۰۰۸ دبیری هیئت وزرای ایتالیا را بر عهده داشت.
انریکو لتا که از اصلی‌ترین حامیان دولت ماریو دراگی بود. او طرفدار سرمایه‌گذاری بیشتر در زمینهٔ انرژی‌های تجدید‌پذیر دارد و تحصیل و آموزش با هدف افزایش توانایی‌های انسانی است.